# Schietprijs van het Koninklijk Nederlandsch-Indisch Leger
De Schietprijs van het Koninklijk Nederlandsch-Indisch Leger is een aan de jaarlijkse schietwedstrijden van het Koninklijk Nederlandsch-Indisch Leger verbonden prijs, die op het uniform, onder de rij opgemaakte decoraties en medailles aan linten, kon worden gedragen. De insignes zijn door de bevelhebber van Koninklijk Nederlandsch-Indisch Leger ingesteld. De Schietprijs van het Koninklijk Nederlandsch-Indisch Leger die in zes varianten bestaat behoort daarom tot de Nederlandse onderscheidingen.

## De schietprijs voor schutter op geweer of karabijn
De schietprijs voor schutter op geweer of karabijn werd in 1897 ingesteld. Het insigne is een broche of "steckkreuz" naar Duits model.Aan de onderscheiding is geen lint of baton verbonden.
Op een met rode stof gevoerde en door een zilveren beugelkroon gedekte zilveren lauwerkrans zijn twee gekruiste karabijnen afgebeeld. Waar deze elkaar kruisen staat de initiaal van de koning, een grote zilveren "W" en daaronder is op de krans een zilveren schildje met plaats voor een inscriptie.
Deze inscriptie heeft de vorm van een Arabisch cijfer dat het aantal overwinningen bij wedstrijden aanduidt.
Op de achterzijde is een zilveren haakje aangebracht waarmee de vier maal zes centimeter grote broche
op lussen werd vastgezet. Hoewel daarin in het reglement niet werd voorzien droegen militairen de onderscheiding ook als miniatuur. Een kleine uitvoering van de schietprijs werd aan een oranje lint bevestigd.Er zijn ook kleine spelden bekend.
De prijs werd op de uniform onder de onderscheidingen gedragen.

## De Schietprijs voor schutters op revolver
Deze onderscheiding is gelijk aan de eerstgenoemde schietprijs, maar de karabijnen zijn vervangen door zilveren revolvers.

## De Schietprijs voor schutters op pistool
Deze in 1915 ingestelde onderscheiding is gelijk aan de eerstgenoemde schietprijs, maar de karabijnen zijn vervangen door zilveren revolvers. Het insigne werd dus niet aan het wapen aangepast.

## De Schietprijs voor mitrailleur-schutters
Deze in 1913 ingestelde onderscheiding is vrijwel gelijk aan de eerstgenoemde schietprijs maar de karabijnen zijn vervangen door zilveren mitrailleurs. Het draagteken is iets smaller en iets langer dan de schietprijs voor schutter op geweer of karabijn en het monogram is verguld.

Er zijn miniaturen aan een oranje lint en miniaturen in de vorm van speldjes bekend met één enkele mitrailleur op een voetstuk in plaats van de voorgeschreven twee mitrailleurs.

## De Schietprijs voor geweer-schutters
In 1918 werd de vijfde schietprijs, de Schietprijs voor geweerschutters ingesteld. Het insigne is dat van de schietprijs voor schutter op geweer of karabijn maar op de kolf van de twee geweren zijn de letters "GM" gegraveerd.

## De Schietprijs voor karabijn-mitrailleurs
Met de introductie van nieuwe wapens werden ook de schietoefeningen aangepast. Zo werd in 1925 een schietprijs voor de karabijn-mitrailleur, een licht en draagbaar snelvuurwapen, ingesteld. Het insigne is dat van de schietprijs voor schutter op geweer of karabijn maar op de kolf van de twee geweren zijn de letters "KM" gegraveerd.
In 1936 werden alle zes schietprijzen afgeschaft en vervangen door de aan een lint gedragen Schietprijsster van het Koninklijk Nederlandsch-Indisch Leger.